# مونزراتو
مونزراتو (به ایتالیایی: Monserrato) یک کومونه در ایتالیا است که در استان کالیاری واقع شده‌است.

## خصوصیات
مونزراتو ۶٫۴ کیلومترمربع مساحت و ۲۰٬۲۴۰ نفر جمعیت دارد و ۲ متر بالاتر از سطح دریا واقع شده‌است.